# Tuřanská plošina
Tuřanská plošina je geomorfologický okrsek na jižní Moravě, jižně od Brna. Je součástí podcelku Pracké pahorkatiny, která je částí Dyjsko-svrateckého úvalu.
Jedná se o plošinu se suchými údolími, nacházející se nad nivami řek Svratky, Svitavy a říčky Litavy (Cezavy). Tvořena je terasami Svitavy v neotektonicky poklesovém území, které jsou zčásti pokryté sprašemi. Nejvyšším bodem je vrchol Velké zmoliny (235 m n. m.).
Severní část Tuřanské plošiny je urbanizovaná městem Brnem, zbytek zabírají především pole. Nachází se zde také opuštěné pískovny. Územím plošiny protéká Dunávka a procházím jím dopravní koridory dálnic D1 a D2.